# 143e régiment d'infanterie territoriale
Pour les articles homonymes, voir 143e régiment.
Le 143e régiment d'infanterie territoriale (143e RIT) est un régiment d'infanterie de l'armée de terre française qui a participé à la Première Guerre mondiale.

## Création et différentes dénominations
Le régiment reçoit son numéro par décret du 19 mars 1875. Il doit être formé à Pau en cas de mobilisation.
Mobilisé le 4 août 1914, il est dissous le 4 août 1918 et forme deux bataillons isolés.

## Historique des opérations du143eRIT

### Première Guerre mondiale

#### Affectations
- 92e division d'infanterie territoriale d'août 1914 au 7 juillet 1915.
- 21e corps d'armée du 7 juillet 1915 au 4 août 1918 (minuit).
- Dissolution en exécution de la note 14340 du général commandant en chef en date du 12 juillet 1918, le 04 août.
- Affectation et dénominations suivantes :

1. 1er bataillon de pionniers du 143e RIT, affecté à la 13e DI.
2. 2e bataillon de pionniers du 143e RIT, affecté à la 43e DI.
3. Les deux compagnies de mitrailleuses du 143e RIT et celles du 144e RIT forment le 21e bataillon de mitrailleuses, réserve de feux du 21e CA[2].

## Drapeau

Dessin du revers du drapeau du territorial.

Il porte, cousues en lettres d'or dans ses plis, les inscriptions suivantes :
- Artois 1914-1915
- La Somme 1916

## Distinctions
Le régiment est cité à l'ordre de la 43e division d'infanterie le 6 juin 1918 (croix de guerre avec étoile d'argent).

## Personnages célèbres ayant servi au143eRIT
En 1914, âgé de trente-cinq ans, Ernest Gabard est mobilisé avec le grade de caporal au 143e régiment d'infanterie territoriale.